# Kyreniagebergte
Het Kyreniagebergte (Grieks: Βουνά της Κερύνειας Vouná tis Kerýneias, Turks: Girne Dağları) is een bergketen in de Turkse Republiek Noord-Cyprus, in het noorden van het eiland Cyprus. De naam is afgeleid van de antieke benaming van de hedendaagse stad Girne. Het gebergte wordt ook weleens aangeduid met de pars pro toto Pentadaktylos of het Vijfvingergebergte, wat eigenlijk de naam is voor een markant gedeelte van het Kyreniagebergte dat gelijkenis vertoont met vijf vingers.
Op een zuidhelling van het Kyreniagebergte is een vlag van de Turkse Republiek Noord-Cyprus geschilderd, die ´s nachts wordt verlicht. De afbeelding is 425 meter breed en 250 meter hoog, waardoor de vlag ook zichtbaar is vanuit de Griekssprekende Republiek Cyprus. In 2009 werden door toenmalig EU-politica Antigoni Papadopoulou vragen aan de Europese Commissie gesteld over deze kwestie.

## Geologie
Het gebergte bestaat uit kalksteen en loopt aan de noordzijde betrekkelijk steil af richting de Middellandse Zee. Het is opgebouwd uit sedimenten die tussen het Perm en het Midden-Mioceen zijn afgezet, en door het convergeren van de Afrikaanse Plaat en de Euraziatische Plaat omhooggeduwd zijn. De hoogste piek van het Kyreniagebergte is de Kyparissovouno (Selvili Tepe) met 1.024 meter hoogte.
Het Kyreniagebergte loopt richting het noordoosten tot aan het schiereiland Karpas en naar het westen tot aan Kaap Kormakitis.

## Erfgoed
Vanaf de 13e eeuw zijn de scherpe hellingen en het weidse uitzicht van het Kyreniagebergte benut door meerdere burchten van het adellijke huis Lusignan, alsook kloosters uit de Byzantijnse en Frankische periode, namelijk Kasteel Sint Hilarion, Kasteel Buffavento en Kasteel Kantara en de Premonstratenzers abdij in Bellapais.